# ワイルドライフ (映画)
『ワイルドライフ』 (Wildlife) は、2018年のアメリカ合衆国のドラマ映画。俳優ポール・ダノの初監督作品で、出演はキャリー・マリガン、ジェイク・ギレンホール、エド・オクセンボールド、ビル・キャンプなど。

## ストーリー
舞台は1960年代、3人の家族はモンタナ州に越し、幸せに暮らしていた。ある日、息子は母親がほかの男に恋に落ちているところを目撃してしまう。そこから順風満帆だった家族の関係が崩壊していく。

## キャスト
- ジャネット・ブリンソン: キャリー・マリガン
- ジェリー・ブリンソン: ジェイク・ギレンホール
- ジョー・ブリンソン: エド・オクセンボールド（英語版）
- ルース・アン: ゾーイ・マーガレット・コレッティ
- ウォーレン・ミラー: ビル・キャンプ
- クレランス・スノー: ダリル・コックス（英語版）

## 製作
2016年7月、ポール・ダノは初監督作として、リチャード・フォードの小説をゾーイ・カザンとの共同脚本で映画化すると発表した。同時にダノとカザンは本作に出演しないことも分かった。ダノは映画化に際して「リチャードの本には私や他の多くの人のことが書いてあった。私はいつも映画を作りたかった。それは家族の映画をであることを私は知っていた。」と語り、本作が、ダノが機能不全の家族について製作したい映画シリーズの中の最初のものであると語った。本作の製作はジューン・ピクチャーズとナイン・ストーリーズ・プロダクションズが務めた。2016年9月、キャリー・マリガンとジェイク・ギレンホールが出演することが分かった。本作のスコアはデヴィッド・ラングが作曲した。

### 撮影
主要な撮影は、モンタナとオクラホマ（モンタナの冬の気候のため）で行われた。

## 公開
本作は、2018年1月20日のサンダンス映画祭で世界初上映された。その後、IFCフィルムズが本作の全米映画配給権を獲得した。2018年5月9日のカンヌ映画祭でも上映され、2018年9月6日のトロント国際映画祭、2018年9月30日のニューヨーク映画祭、2018年10月13日のウッドストック映画祭、2018年10月18日のニューオーリンズ映画祭でも上映された。本作は、2018年10月19日にアメリカで公開された。

## 評価
本作は批評家から絶賛されており、観客からも好意的な評価を受けてる。Rotten Tomatoesでは203の批評家レビューのうち93%が支持評価を下し、平均評価は10点中7.7点となった。サイトの批評家の見解は「『ワイルドライフ』は危機に瀕した家族をポール・ダノの美しい映像と、キャリー・マリガンのキャリア史上最高の演技により素晴らしく描けている。」。Metacriticでは79のユーザーレビューに基づいて、平均評価は10点中7.4点、Metascoreは41の批評家レビューに基づいて、100点中80点となった。